# 林恩·威斯特摩蘭
林恩·威斯特摩蘭（Lynn Westmoreland；1950年4月2日—）是美國的一位政治人物。自2007年開始，他是喬治亞州第3選舉區選出的美國眾議院議員。他的黨籍是共和黨。在2005年至2007年，他曾是喬治亞州第8選舉區的眾議員。